# Забојска (Трново, Источно Сарајево)
Забојска је насељено мјесто у општини Трново, град Источно Сарајево, Република Српска, БиХ. Према прелиминарним подацима пописа становништва 2013. године, у насељеном мјесту Забојска укупно је пописано 44 лица.

## Становништво
| Националност | 2013. | 1991. |
| Срби         | 44    | 36    |
| Муслимани    |       | 0     |
| Хрвати       |       | 0     |
| Југословени  |       | 0     |
| остали       |       | 0     |
| Укупно       | 44    | 36    |